# Shturtzite
Shturtzite är en bulgarisk rockgrupp som bildades 1967 av Kiril Marichkov, Petar Tsankov, Petar Gyuzelev och Veselin Kisyov. Gruppen är den mest framgångsrika bulgariska rockgruppen någonsin[källa behövs] men även ett av Bulgariens mest framgångsrika band inom alla genrer.[källa behövs]

## Artister
- Kiril Marichkov - bas, sång, klaviatur, låtskrivare
- Petar Gyuzelev - gitarr, sång , låtskrivare
- Veselin Kisyov - gitarr (till 1969)
- Petar Tsankov - slagverk (till 1971)
- Konstantin Atanasov - gitarr, sång (1969–1971, 1973–1974, 1976)
- Atanas Atanasov - slagverk (1973–1974)
- Georgi Markov - slagverk (sedan 1974)
- Borislav Panov - klaviatur, sång, fiol (1974–1976)
- Vladimir Totev - klaviatur, sång (sedan 1976)

## Diskografi
| Årtal | Titel                        |
| ----- | ---------------------------- |
| 1976  | Shturtzite 76                |
| 1978  | Shturtzite 78                |
| 1980  | 20th Century                 |
| 1982  | The Taste of Time            |
| 1985  | The Rider                    |
| 1987  | Musqueteer's March           |
| 1988  | 20 Years Later               |
| 1998  | 30 Years Later               |
| 2004  | Anthology                    |
| 2008  | On The Doorstep of The Heart |